# Eurosport 2
Eurosport 2 este cel de-al doilea canal de televiziune al Eurosport. Canalul transmite in format HD.
În grila de programe a acestui post își au locul sporturile extreme, sporturile de echipă (fotbal, handbal, baschet, futsal și volei european) precum și transmisiunile în exclusivitate pentru România cum ar fi Turneul de tenis de la Wimbledon sau circuitul masculin de tenis ATP.
Din anul 2021, Eurosport 2 devine „Gazda Golfului”, urmând să transmită toate turneele importante din circuitul PGA.

## Lansare

Logo folosit din 2011 până în 2015

Eurosport 2 a fost lansat la 10 ianuarie 2005. În prezent, este disponibil în 50 de milioane de case și în 47 de țări, și este difuzat în 18 limbi diferite în engleză, suedeză, franceză, italiană, germană, greacă, maghiară, rusă, bulgară, poloneză, olandeză, spaniolă și daneză.

## Despre canal
Inițial, Eurosport 2 a fost gândit ca un canal destinat sporturilor de tineret, cum ar fi squash, rugby, floorball, badminton, tenis de masă, hochei pe teren, sporturi extreme etc., precum și sporturi rare care sunt comune numai în anumite regiuni, de exemplu, sepaktakrau. Ulterior, a devenit un post pe care și-au făcut loc și sporturi tradiționale, precum fotbalul european sau tenisul. Eurosport 2 emite 24 de ore pe zi.
În Europa centrală și nordică, acest canal prezintă câteva emisiuni exclusive de televiziune, cum ar fi Bundesliga germană de fotbal, lupte WWE și fotbal australian, care nu sunt difuzate pe alte versiuni ale canalului, din cauza lipsei drepturilor asupra acestora.

## Eurosport 2 HD

Logo al Eurosport 2 HD

Versiunea HD a canalului este disponibilă pe Eutelsat Hot Bird 13°E.

## Eurosport DK
Eurosport DK a fost un canal de televiziune danez deținut de Discovery Networks Northern Europe. Canalul a înlocuit Canalul 8 Sport și Eurosport 2 în Danemarca la 1 iulie 2015.
La data de 28 mai 2015, Discovery Networks Northern Europe a anunțat că va combina Canal 8 Sport și Eurosport 2 în Eurosport DK în Danemarca, care va difuza fotbal de la Superliga Daneză, Bundesliga, Major League Soccer, EFL Cup, Preliminariile Campionatului European de Fotbal 2016, Tenis de la ATP Tour, WTA Tour și 3 Grand Slam, Ciclism de la UCI World Tour, Sport de iarnă, Sport cu motor.
La 15 februarie 2016, canalul a fost înlocuit de Eurosport 2.